# Dmuchawa (jaskinia)
Dmuchawa (Dziura Wiatru) – jaskinia w zachodnim zboczu Kominiarskiego Wierchu w Dolinie Chochołowskiej w Tatrach Zachodnich. Wejście do niej znajduje się w Dudzińcu na wysokości 1300 metrów n.p.m. Długość jaskini wynosi 130 metrów, a jej deniwelacja 17,5 metra.

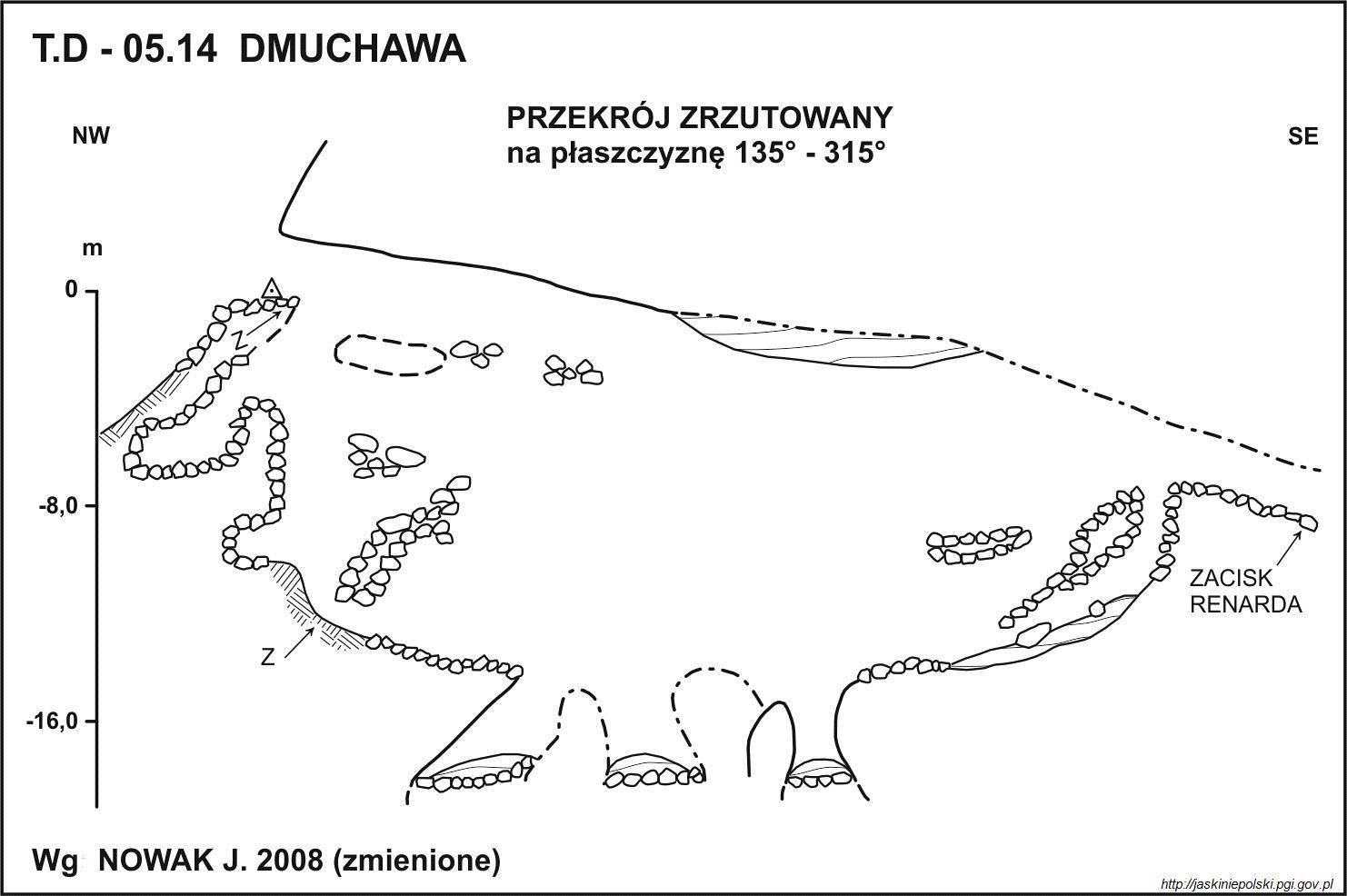
Przekrój jaskini

## Opis jaskini
Jaskinia ma kształt szczeliny pokrytej cały rok lodem. Kończy się Zaciskiem Renarda, do którego można dostać się zjeżdżając przez dwie półki, próg  i trzy obniżenia (najgłębsze ma 17,5 metra głębokości), aż do kilkunastometrowego korytarzyka, który dochodzi do wyżej wymienionego zacisku. 
Przed Zaciskiem Renarda od korytarzyka odchodzi ciąg, ciaśniejszy i zalodzony, idący prawie równolegle w kierunku otworu. Dochodzi on przez zacisk do szczeliny między drugą półką a progiem. 

## Przyroda
W jaskini przez cały rok występuje lód, głównie naciekowy. W niektórych miesiącach lód pokrywa strop i ściany, powodując, że jest ona częściowo niedostępna. Jest to najniżej położona jaskinia lodowa w Tatrach.

Przy otworze rosną głównie glony i porosty, a także mchy. 

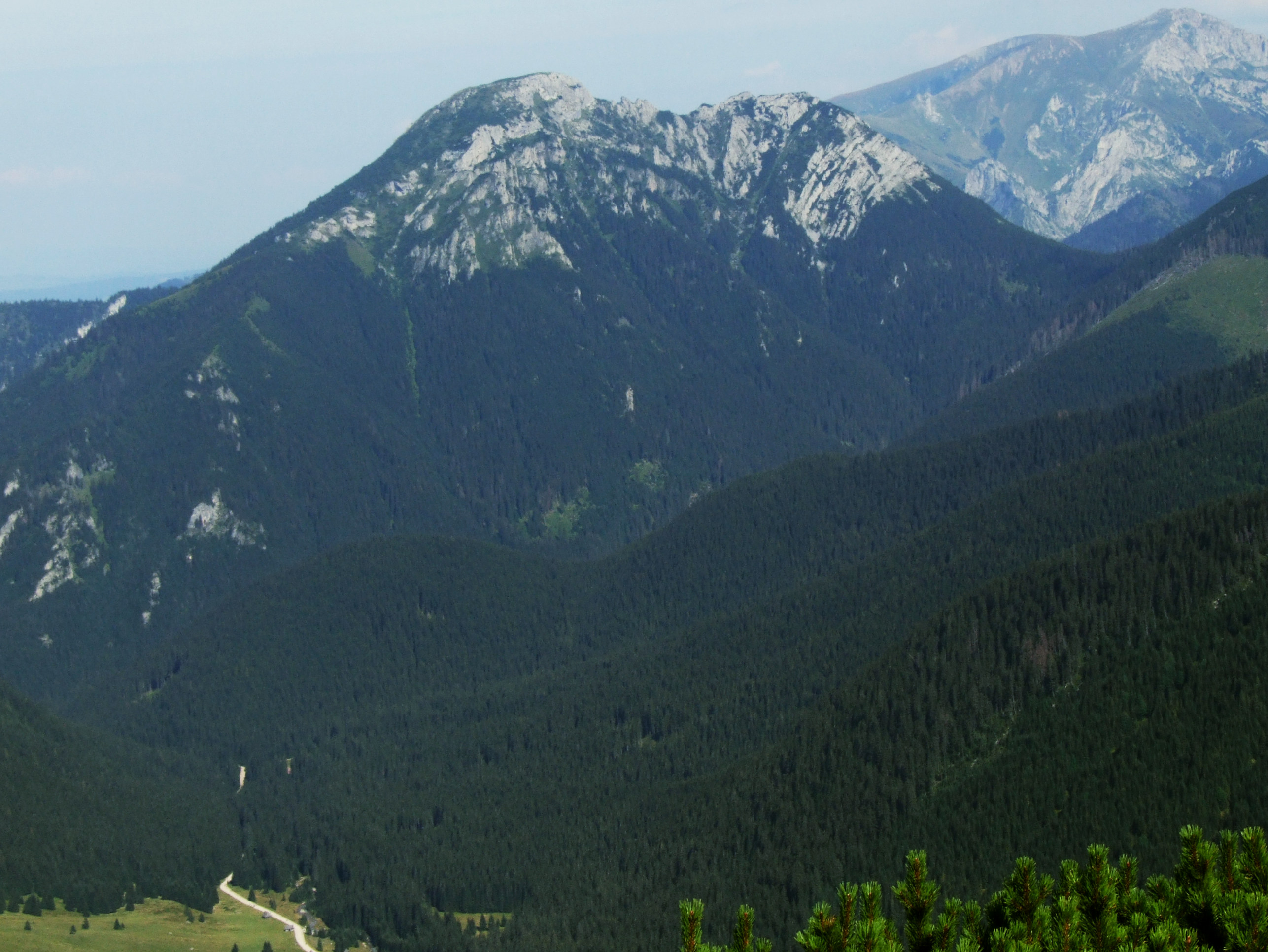
Kominiarski Wierch od strony Polany Chochołowskiej

## Historia odkryć
Otwór odkryli w sierpniu 1966 roku A. Żuchowski, A. Kopański i H. Gorszczyński. Doszli oni do pierwszej półki. Przez następnych kilkanaście lat nikt się jaskinią nie interesował. Dopiero 31 grudnia 1989 roku A. Ciszewski, E. Wójcik, Cz. Dąbrowski, W. W. Wiśniewski oraz R. Stachnik rozpoczęli jej eksplorację.
W ciągu paru akcji dotarto do Zacisku Renarda, który udało się pokonać R. Stachnikowi. Stwierdził on, że za nim jaskinia się kończy.  
Kolejne próby przedostania się dalej prowadzono od listopada 2002 roku do listopada 2008 roku. 